# Warszawskie Towarzystwo Wioślarskie
Warszawskie Towarzystwo Wioślarskie – najstarsze polskie towarzystwo sportowe, założone w Warszawie w 1878. Członek założyciel Polskiego Związku Towarzystw Wioślarskich. Siedziba WTW mieści się w Warszawie na Cyplu Czerniakowskim.

## Historia

### Okres pod zaborem rosyjskim
Pomimo zakazu tworzenia na terenie zaboru rosyjskiego polskich organizacji sportowych, wśród mieszczan Warszawy zrodził się po powstaniu styczniowym pomysł utworzenia towarzystwa wioślarskiego dla Polaków. Efemeryczne grupy wioślarzy powstawały od 1873 roku, jednak dopiero w 1878 roku grupa 11 osób pod przewodnictwem kupca Antoniego Chojnackiego i rzemieślnika Władysława Deniszczuka utworzyła działające nielegalnie koło koleżeńsko-wioślarskie. Pierwszą łódź wiosłową „Nimfę” zbudowano w warsztacie stolarza Mianowicza, pierwszą przystanią była barka zakotwiczona na Wiśle u wylotu ul. Bednarskiej.
W czerwcu 1882 roku dzięki staraniom pierwszego prezesa, doktora Henryka Stankiewicza, władze carskie zatwierdziły pierwszy statut zwany „Ustawą WTW”. Zgodnie z nim, celem towarzystwa było „zachęcanie ludności miejscowej do jazdy na łodziach wiosłowych i żaglowych jako też na statkach parowych”. Oprócz wioślarstwa statut przewidywał uprawianie łyżwiarstwa, gimnastyki i pływania. W momencie legalizacji WTW posiadało 19 łodzi wiosłowych i liczyło 290 członków.
Liczba łodzi wioślarskich zwiększała się sukcesywnie przez cały okres przed I wojną światową – osiągając w 1912 liczbę 170. Wzrost wynikał ze stopniowego zwiększania się liczby członków towarzystwa. Już na końcu 1882 roku liczba ta zwiększyła się do 671 osób, w roku 1888 osiągnęła 989 osób, a w roku 1914 – 1120 osób. W związku z wysokimi opłatami wpisowymi i składkami, WTW było organizacją elitarną, zrzeszającą ludzi stosunkowo bogatych, których rekomendowali dotychczasowi członkowie. Członkami towarzystwa byli w tamtym okresie wyłącznie mężczyźni, pierwsze kobiety przyjęto do WTW w 1936 roku. Do towarzystwa należeli m.in. Bolesław Prus, czy Henryk Sienkiewicz.
Pierwsze trzy przystanie WTW były pływające – gwałtowny wzrost liczebności członków towarzystwa rodził konieczność budowy kolejnych, coraz większych konstrukcji pontonowych. Trzecia z nich, powstała w 1883 roku, przetrwała do połowy dwudziestolecia międzywojennego. Siedziba „zimowa” towarzystwa początkowo mieściła się w Pałacu Brühla, potem przy ul. Miodowej, a następnie w Pałacyku hr. Łubieńskich przy ul. Królewskiej. W roku 1897 WTW przeniosło się do nowej, okazałej siedziby, nazywanej „Domem WTW” lub „Domem” – mieściła się ona przy ul. Foksal. Powstała na działce nabytej przez ówczesnego prezesa towarzystwa, hrabiego Branickiego i na jego koszt. W 1899 roku WTW zdecydowało się odkupić budynek, na co Branicki przystał, oferując bardzo korzystne warunki i spłatę w ratach przez 43 lata.
Przed I wojną światową WTW prowadziło niezwykle szeroką działalność sportową, społeczną i towarzyską. Oprócz propagowania wioślarstwa i innych sportów, organizowało życie towarzyskie polskiej ludności Warszawy. Przystań, jak i położony na lądzie lokal zimowy, były miejscem spotkań Polaków, organizowano tam bale, tańce, odczyty polskiej poezji. Klub organizował też uroczystości „Wianków”, które były de facto demonstracją narodową. Przy WTW działały też chór „Duda” (śpiewający polskie pieśni) oraz teatr amatorski. Obchodzono polskie uroczystości patriotyczne. Towarzystwo prowadziło też działalność dobroczynną i utrzymywało punkty ratownictwa wodnego nad Wisłą. WTW było wzorcem dla tworzonych pod zaborami polskich klubów wioślarskich – m.in. PTW Płock, czy WTW Włocławek. Było inicjatorem współzawodnictwa i współpracy polskich klubów nie tylko z terenu zaboru rosyjskiego, ale też z zaborów pruskiego (KW-04 Poznań) i austriackiego (Oddział Wioślarski Sokoła Krakowskiego i AZS Kraków).

### Galeria zdjęć – okres zaborów

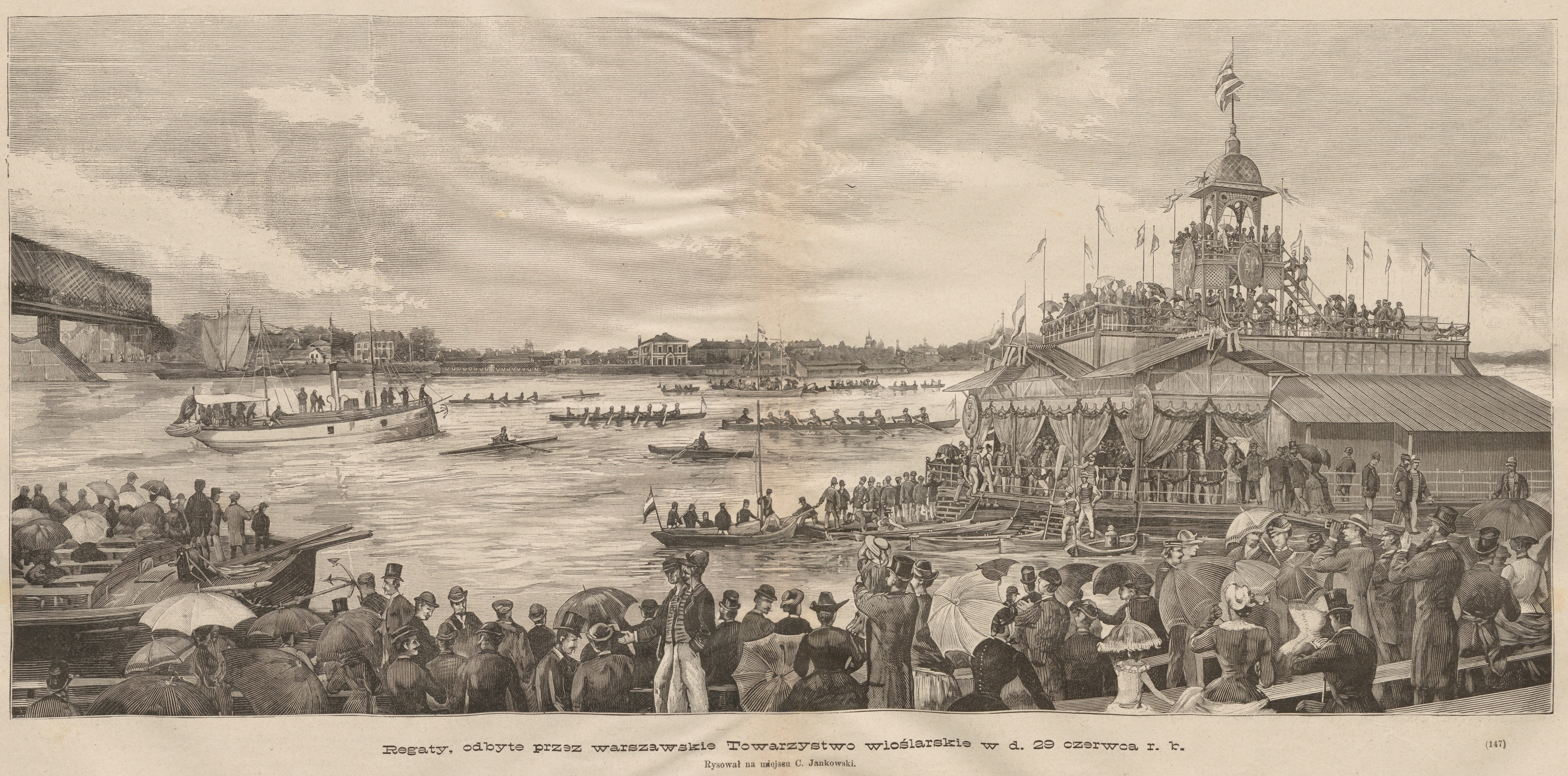
Regaty WTW w czerwcu 1883
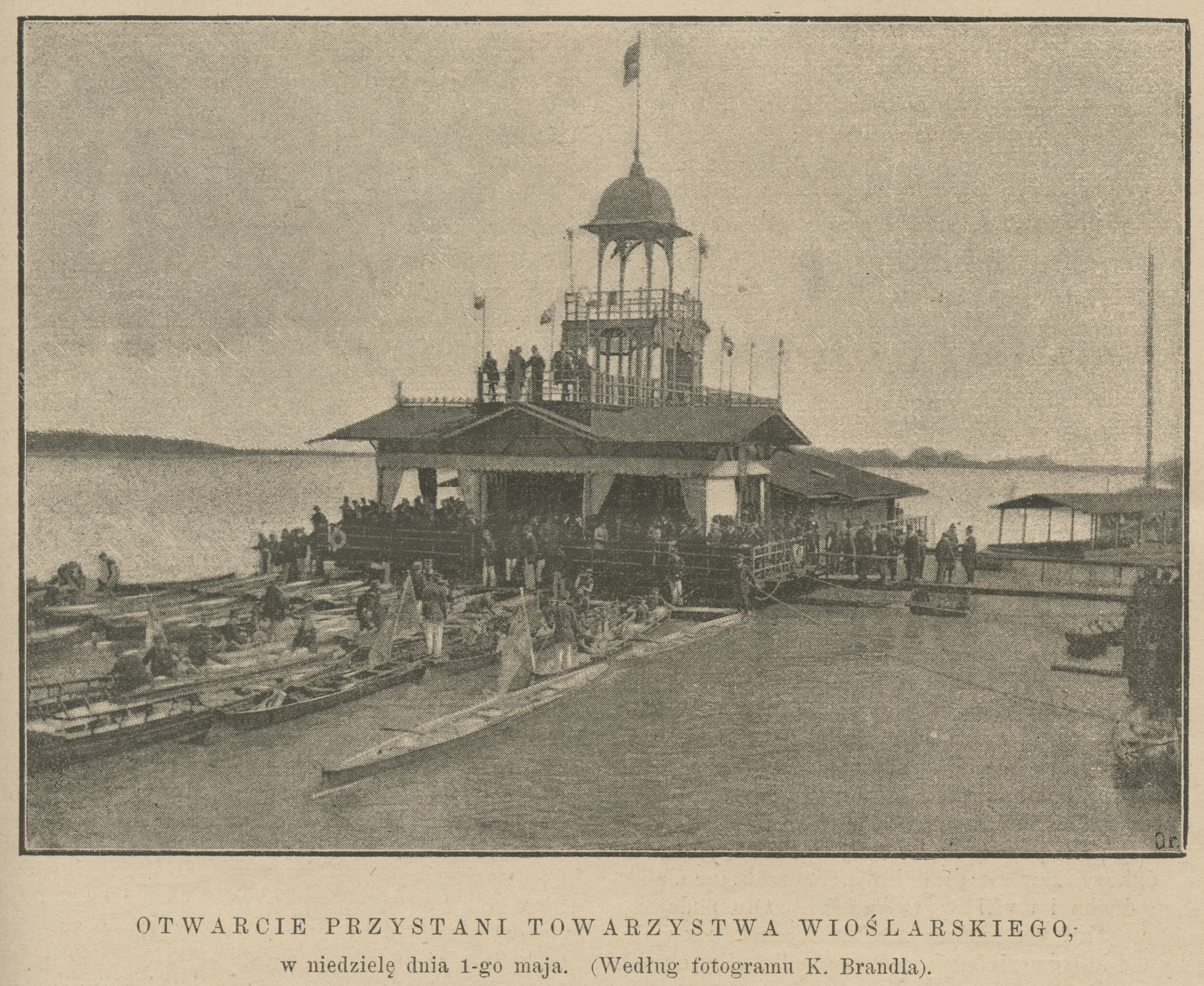
III przystań WTW – otwarcie sezonu w 1892 roku
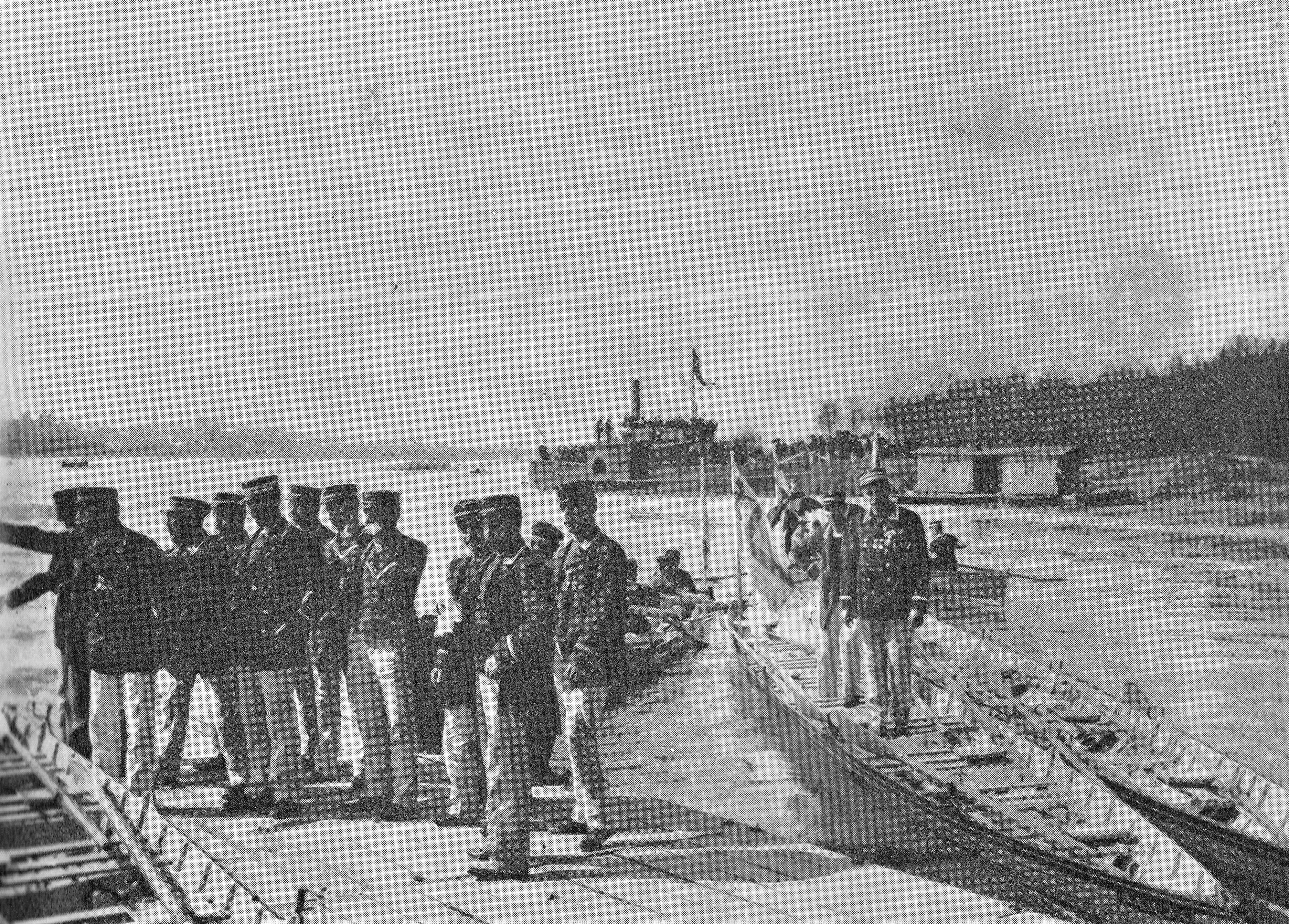
Członkowie WTW na Saskiej Kępie, lata 90. XIX w.
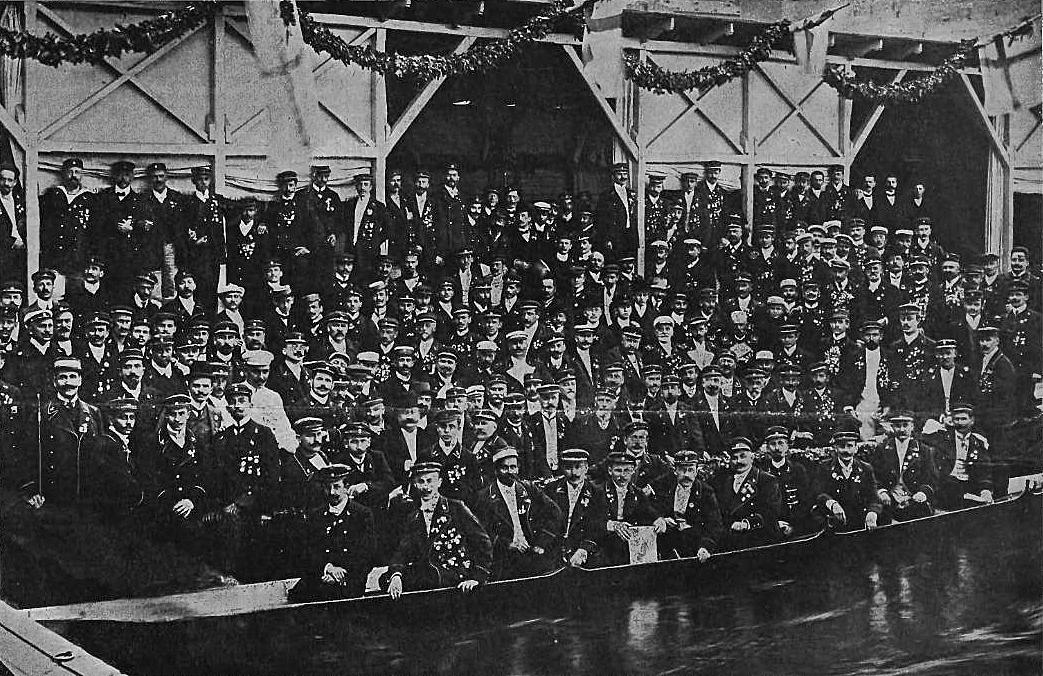
Członkowie Towarzystwa w 1907

### I wojna światowa i odzyskanie niepodległości
Wybuch I wojny światowej spowodował krótkie ograniczenie działalności Warszawskiego Towarzystwa Wioślarskiego – w związku z zamknięciem ruchu wodnego na Wiśle. Po zburzeniu mostów warszawskich i wkroczeniu armii niemieckiej do Warszawy w 1915 roku, WTW zorganizowało transport ludności przez Wisłę. Krótko potem treningi wioślarskie na wodzie zostały dozwolone, a w latach 1916–1918 rozgrywano nawet zawody na Wiśle. WTW nie doznało podczas wojny poważniejszych strat materialnych.

### Dwudziestolecie międzywojenne
Po odzyskaniu niepodległości, Warszawskie Towarzystwo Wioślarskie już w grudniu 1919 roku, wraz z dwunastoma innymi polskimi klubami, założyło Polski Związek Towarzystw Wioślarskich.
Podczas wojny z bolszewikami w 1920 roku WTW wystawiło do obrony mostów i przepraw 6 uzbrojonych plutonów w umundurowaniu klubowym. W uznaniu zasług, Zarząd Miejski Warszawy przydzielił WTW działkę nad Wisłą powyżej mostu Poniatowskiego pod budowę przystani na lądzie stałym.
W kolejnych latach znacząco wzrosła liczba członków towarzystwa – do 2300 w 1922 roku. WTW był zatem jedną z najliczniejszych organizacji sportowych II Rzeczypospolitej. Skutkowało to koniecznością wybudowania nowej przystani, która ostatecznie powstała w 1929 roku i była największą przystanią wioślarską w Europie. Na trzech kondygnacjach budynku znajdowały się m.in.: szatnie przeznaczone dla 800 osób, zimowy basen wioślarski i luksusowa restauracja. Dawną przystań pływającą (tzn. III przystań) wyciągnięto na ląd i wykorzystywano w charakterze czytelni i salonu gier towarzyskich, a z wieżyczki korzystali sędziowie podczas regat na Wiśle.
Efektem dobrej sytuacji finansowej towarzystwa i polepszających się warunków socjalnych były liczne sukcesy sportowe, których ukoronowaniem były supremacja w krajowej klasyfikacji klubów wioślarskich w latach 1931–1937 i sukcesy klubowych osad, które reprezentując Polskę na igrzyskach olimpijskich, zdobyły medale. Większość członków WTW uprawiała jednak turystykę wioślarską (często wielodniową – nawet poza granice Polski) i rekreacyjnie korzystała z rozrywek zapewnianych przez inne, niż wioślarska, sekcje sportowe.
Przez całe dwudziestolecie międzywojenne WTW organizowało hucznie obchodzone nad Wisłą „Wianki”, znaczne dochody uzyskiwało też z urządzanych przez siebie balów karnawałowych. W latach 30. spadło jednak zainteresowanie wioślarstwem, a liczba członków WTW spadła do około 700 w 1939 roku. W 1937 roku przy towarzystwie powstało Koło Pań.

### Galeria zdjęć – dwudziestolecie międzywojenne

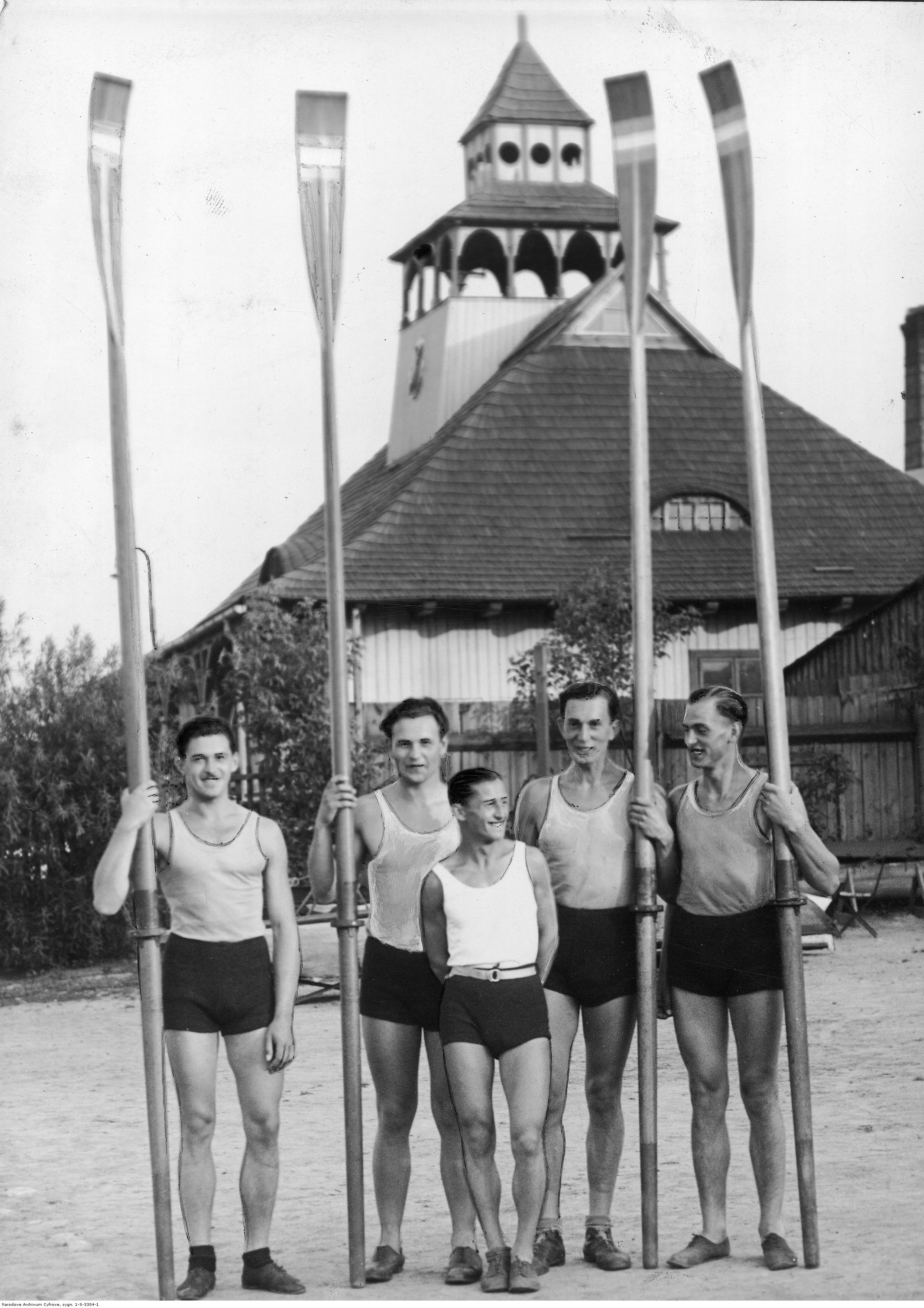
Klubowa czwórka przed wyjazdem na IO w Los Angeles
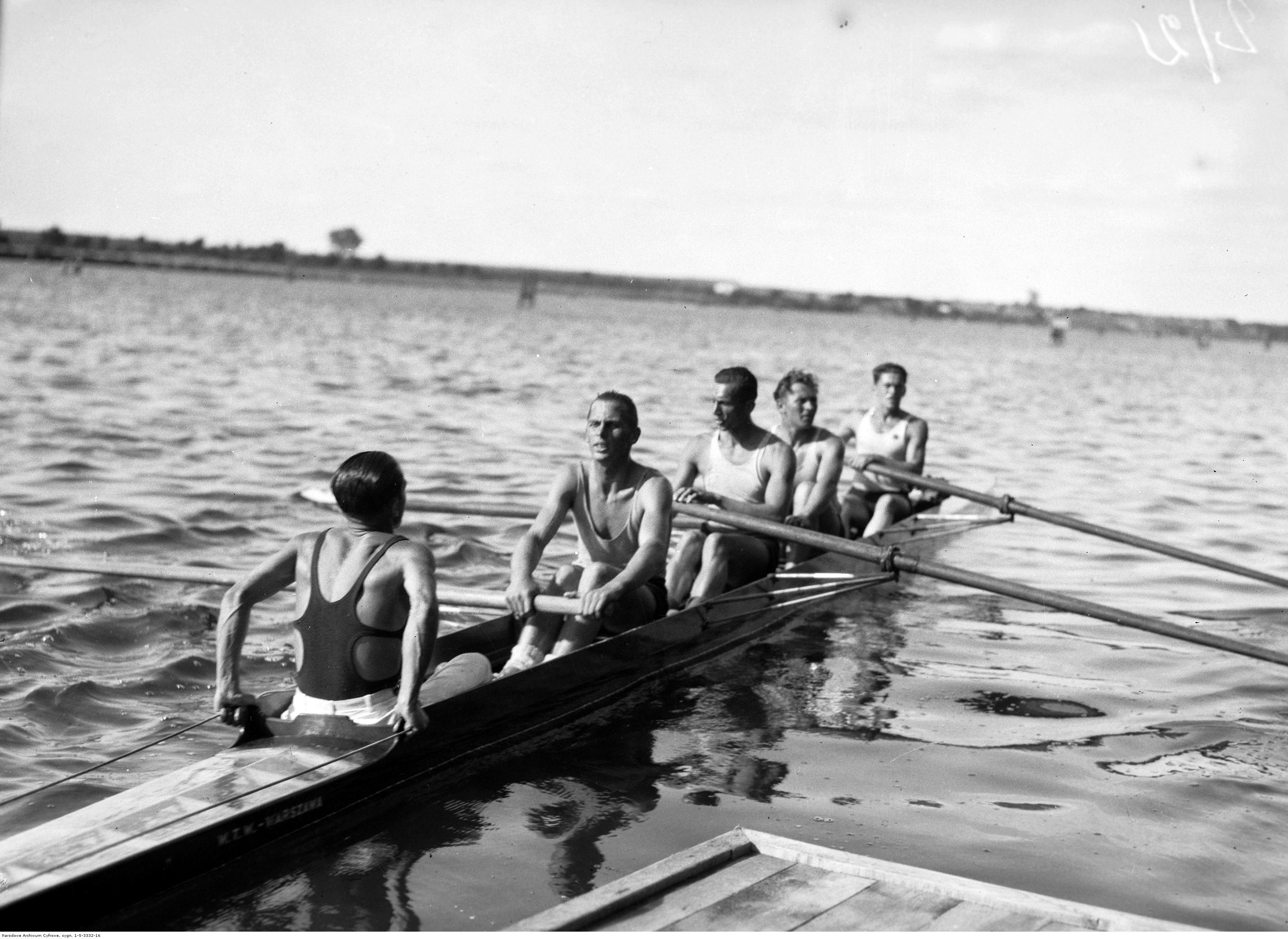
Klubowa 4+, Mistrzostwa Polski 1933
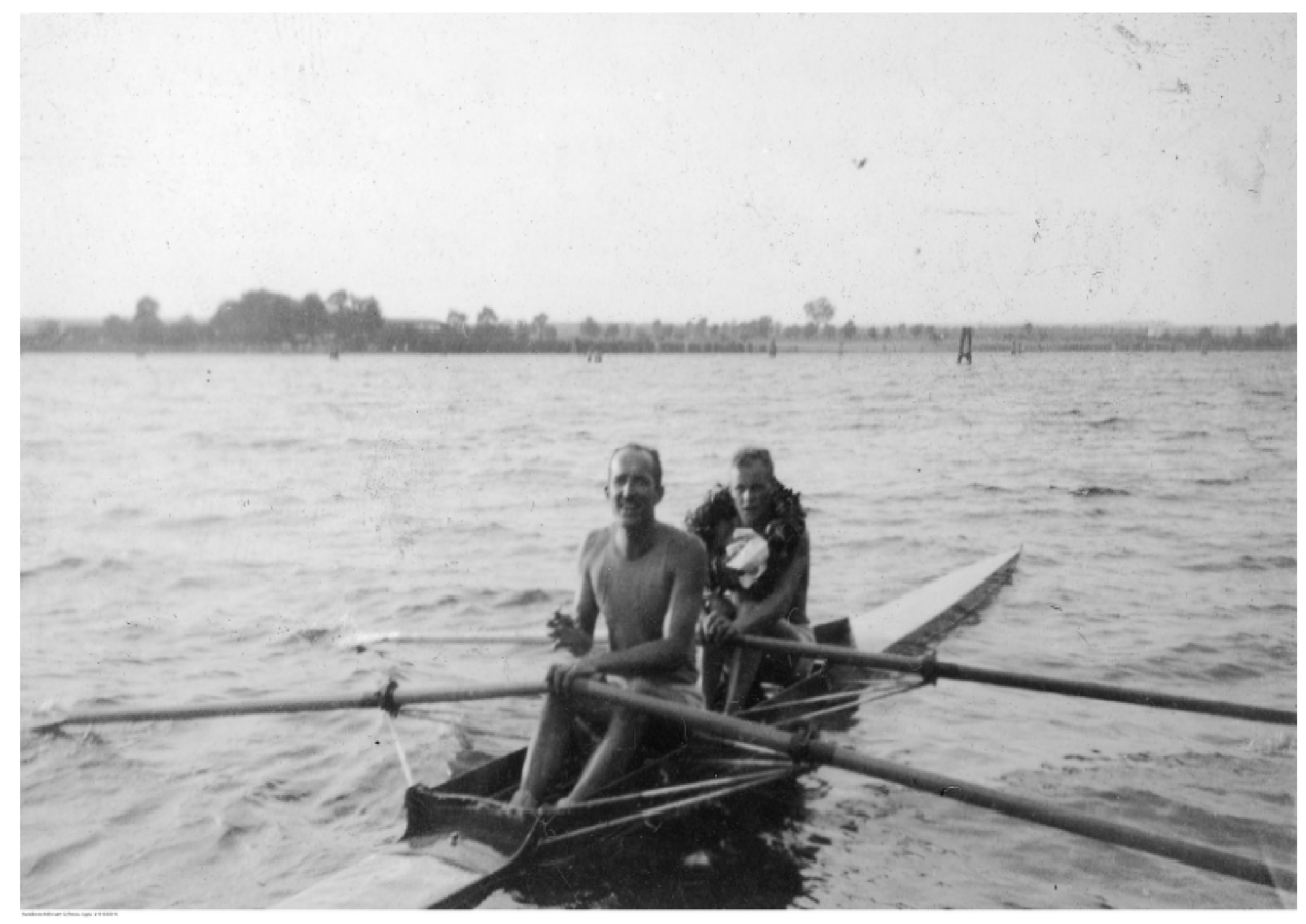
Dwójka WTW (D. Tilgner, J. Patecki), Mistrzowie Polski 1934
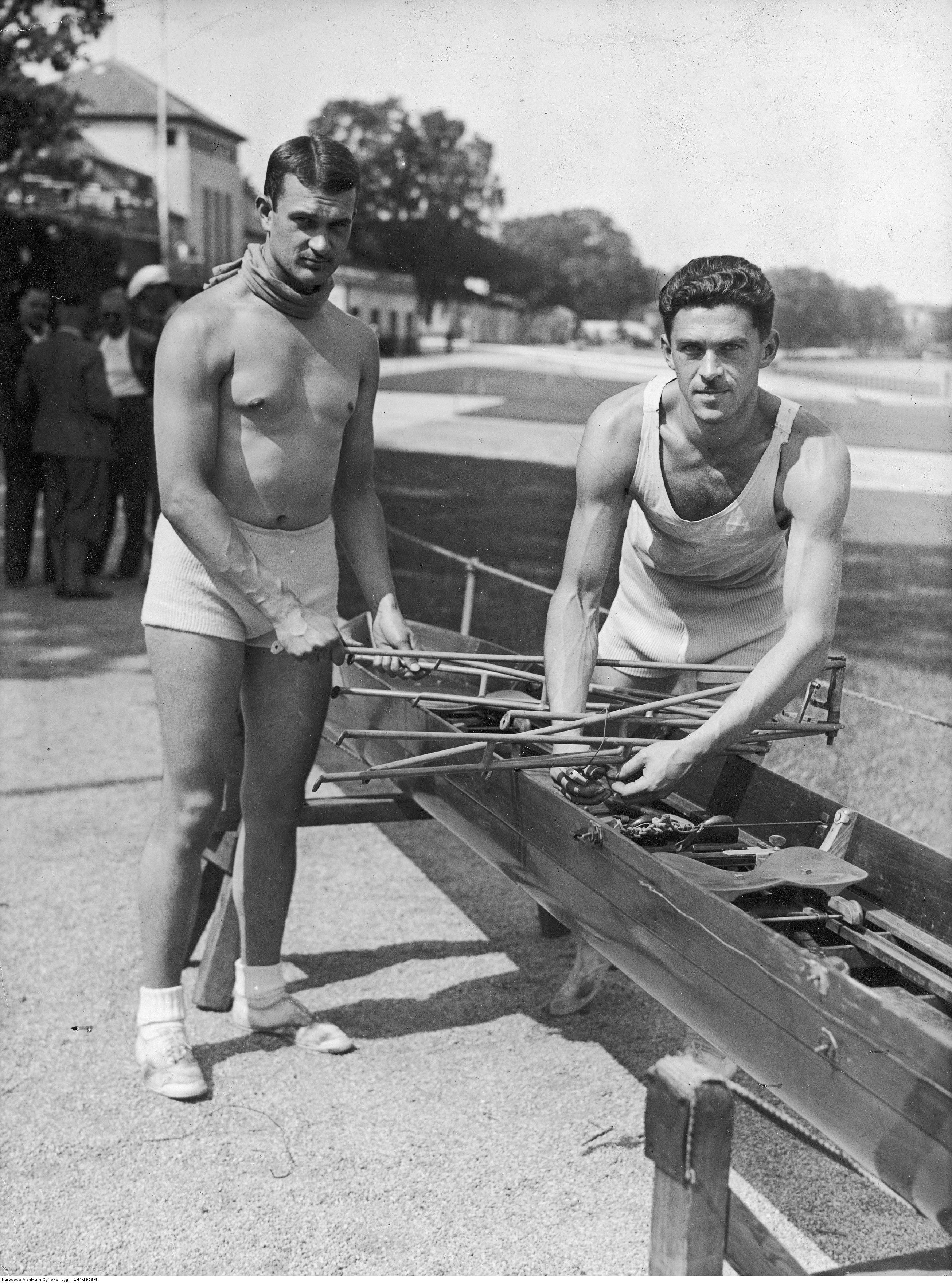
R. Borzuchowski, E. Kobyliński na ME w 1935
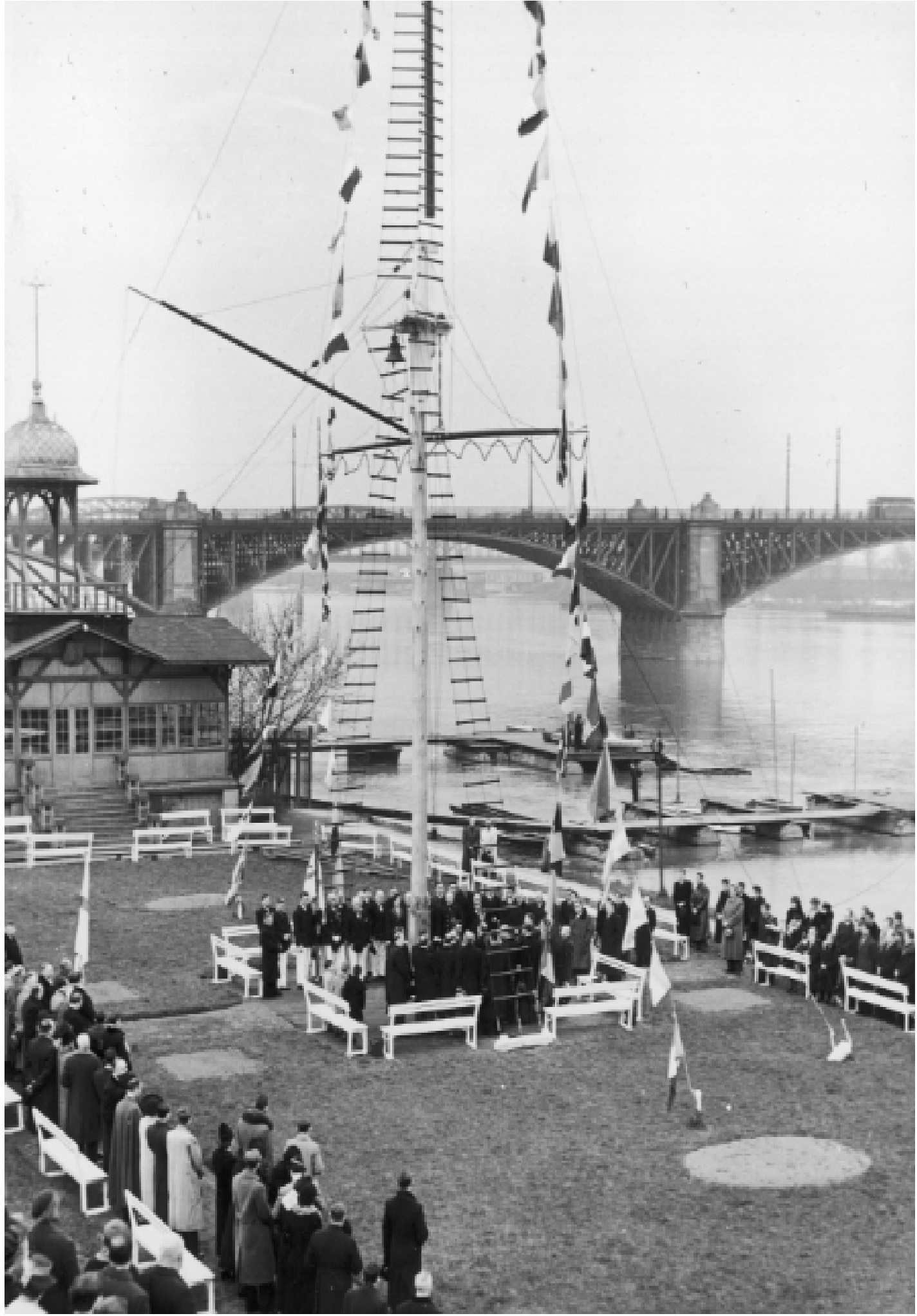
Otwarcie sezonu na przystani WTW 1938

### II wojna światowa i działalność powojenna
W czasie II wojny światowej klub zaprzestał prowadzenia działalności. Wszelka aktywność sportowa Polaków była zabroniona przez władze okupacyjne. W toku wojny zamordowanych zostało ponad 50 członków WTW – zgodnie z powojennymi ustaleniami: 3 w kampanii wrześniowej, 3 w Katyniu, 8 w obozach hitlerowskich, 7 w egzekucjach, 3 na frontach, 12 w Oświęcimiu i 14 w powstaniu warszawskim. W wyniku działań wojennych i powstania warszawskiego, przystań wioślarska WTW została całkowicie zniszczona, a Dom przy ul. Foksal był wypalony, lecz mury przetrwały pożar. Jesienią 1945 roku 100 członków klubu rozpoczęło odbudowę siedziby zimowej przy ul. Foksal. W 1946 roku ruszyła natomiast odbudowa przystani nad Wisłą i podjęto pierwsze treningi na wodzie. Pierwsze zawody po wojnie odbyły się w Warszawie w 1947 roku, z udziałem AZS i Wukawek.
W 1949 roku – w ramach socjalistycznej reformy sportu – komunistyczne władze nakazały klubowi wstąpić do Zrzeszenia „Związkowiec”, gdzie WTW miał działać jako sekcja. Następnie sekcję tę wcielono do klubu Skra Warszawa, który miał w tamtym okresie charakter mocno socjalistyczny. Władze Skry usunęły 400 dotychczasowych członków WTW, zostawiając w sekcji jedynie młodzież sportową.
Usunięci członkowie zdołali reaktywować Warszawskie Towarzystwo Wioślarskie w roku 1956 – na fali odwilży gomułkowskiej. Klub odzyskał wtedy względną samodzielność, jak również część sprzętu wioślarskiego. Nie oddano mu jednak przystani nad Wisłą ani Domu na ul. Foksal.
Koniec lat 50. i lata 60. były dla WTW bardzo trudnym okresem. W 1958 roku klub posiadał zaledwie jedną łódź wyścigową – czwórkę ze sternikiem. Klub korzystał w tamtym okresie z przystani KW Wisła Warszawa. Rok później WTW otrzymało działkę na Cyplu Czerniakowskim, gdzie w 1962 roku osadziło na lądzie wycofany z eksploatacji statek bocznokołowy „Kościuszko”, który przez wiele lat pełnił funkcję przystani klubowej. Zakup sprzętu, zatrudnienie kilku trenerów oraz przejęcie sekcji wioślarskiej klubu „Warszawianka”, stopniowo poprawiły wyniki sportowe WTW. Klub pozyskał instytucjonalnego sponsora – powiązane ze spółdzielczością Zrzeszenie Sportowe „Start”. Na pierwsze sukcesy klub czekać jednak musiał do początku lat 70., gdy medale na mistrzostwach Polski zaczęli zdobywać zawodnicy młodszych kategorii wiekowych. W tym czasie klub zmodernizował na Cyplu Czerniakowskim przystań, która wciąż miała charakter prowizoryczny. W roku 1976, po wieloletnim procesie sądowym, WTW odzyskało Dom przy ul. Foksal, od lat 50. bezprawnie zajmował go bowiem klub KKS Polonia Warszawa. Koniec lat 70. przyniósł kryzys finansowy i wyraźny regres sportowy. Problemy te pogłębiły się w latach 80. w związku z kryzysem gospodarczym schyłku PRL.
Po przemianach ustrojowych roku 1989 Warszawskie Towarzystwo Wioślarskie odzyskało od Skry Warszawa w 1991 swoją przedwojenną przystań przy ul. Wioślarskiej. Działająca tam sekcja wioślarska Skry została w tym okresie zlikwidowana, a sekcję kajakarską wcielono do WTW. W oparciu o swój majątek nieruchomy, Warszawskie Towarzystwo Wioślarskie zdołało pozyskać stosunkowo duże kwoty, które pozwoliły na nowo rozwinąć działalność sportową.

## Wyniki sportowe wioślarzy

### Osiągnięcia dwudziestolecia międzywojennego
Przed II wojną światową osady WTW Warszawa zdobyły 20 tytułów Mistrza Polski (więcej spośród wszystkich wioślarskich klubów polskich zdobył tylko KW 04 Poznań – 21 tytułów). W dwudziestoleciu międzywojennym w czasie mistrzostw PZTW tylko w niektórych rozgrywanych konkurencjach przyznawano tytuły Mistrzów Polski. Łącznie przyznano w tym okresie jedynie 102 męskie tytuły mistrzowskie. Tytuły Mistrza Polski dla WTW zdobyli:
- skifista Stefan Wróbel w 1923,
- skifista Andrzej Osiecimski-Czapski w 1924 oraz 1925,
- ósemka w 1924, w składzie: K. Kitzman, J. Kozłowski, W. Okniński, A. Olszewski, S. Wądołowski, A. Kuncewicz, J. Lisicki, J. Wiśniewski, sternik L. Majewski,
- dwójka podwójna w 1926, w składzie: Jerzy Lisicki, A. Osiecimski-Czapski,
- dwójka podwójna w 1927, w składzie: J. Lisicki, Z. Jarzemski,
- dwójka podwójna w 1928, w składzie: J. Lisicki, Z. Jarzemski,
- czwórka ze sternikiem w 1933, w składzie: J. Braun, J. Ślązak, S. Urban, E. Kobyliński, sternik J. Skolimowski,
- dwójka ze sternikiem w 1933, w składzie: J. Braun, J. Ślązak, sternik J. Skolimowski,
- czwórka bez sternika w 1934, w składzie: R. Borzuchowski, S. Seweryn, F. Łabędzki, E. Kobylański,
- dwójka podwójna w 1934, w składzie: D. Tilgner, J. Patecki,
- czwórka bez sternika w 1935, w składzie: R. Borzuchowski, S. Seweryn, M. Antonowicz, E. Kobylański,
- dwójka bez sternika w 1935, w składzie R. Borzuchowski, E. Kobylański,
- czwórka bez sternika w 1936, w składzie: J. Braun, J. Ślązak, R. Borzuchowski, E. Kobylański,
- dwójka bez sternika w 1936, w składzie R. Borzuchowski, E. Kobylański,
- dwójka ze sternikiem w 1936, w składzie: J. Braun, J. Ślązak, sternik J. Skolimowski,
- dwójka bez sternika w 1938, w składzie: J. Braun, E. Kobyliński,
- czwórka bez sternika w 1938, w składzie: J. Braun, Grenke, F. Żydzik, E. Kobyliński,
- dwójka bez sternika w 1939, w składzie: J. Braun, F. Żydzik,
- dwójka bez sternika w 1939, w składzie: J. Braun, F. Żydzik, sternik Z. Beska[12].

W międzywojennej rywalizacji międzynarodowej zawodnicy WTW Warszawa, reprezentując Polskę, odnotowali następujące sukcesy:
- W 1932 na  Igrzyskach Olimpijskich w Los Angeles dwójka ze sternikiem Janusz Ślązak, Stanisław Urban i sternik Jerzy Skolimowski zdobyła  srebrny medal, a czwórka ze sternikiem Jerzy Braun, Janusz Ślązak, Stanisław Urban, Edward Kobyliński i sternik Jerzy Skolimowski zdobyła  brązowy medal.
- W 1924 na  Igrzyskach Olimpijskich w Paryżu wystartował jedynkarz Andrzej Osiecimski-Czapski.
- W 1936 na  Igrzyskach Olimpijskich w Berlinie wystartowali J. Braun, J. Ślązak i st. J. Skolimowski w konkurencji dwójek ze sternikiem oraz R. Borzuchowski i E. Kobyliński w kategorii dwójek bez sternika.
- W 1925 jedynkarz A. Osiecimski-Czapski zdobył na Mistrzostwach Europy w Pradze  brązowy – pierwszy w historii polskiego wioślarstwa.
- W 1933 dwójka ze sternikiem J. Ślązak, J. Braun i st. J. Skolimowski zdobyła na Mistrzostwach Europy w Budapeszcie  srebrny medal[12].

W rywalizacji sportowej PZTW Warszawskie Towarzystwo Wioślarskie uczestniczyło od samego początku, to jest od 1920 roku. Od chwili wprowadzenia tabel punktacyjnych, WTW uzyskało w dwudziestoleciu międzywojennym następujące wyniki w klasyfikacji klubowej (podane zostały miejsce i ilość klubów, które zdobyły w regatach w danym roku punkty i oficjalnie je sklasyfikowano):
- w 1925 –  3. miejsce na 12 klubów[13],
- w 1926 –  3. miejsce na 14 klubów[13],
- w 1927 – 6. miejsce na 15 klubów[13],
- w 1928 – 4. miejsce na 13 klubów[14],
- w 1929 – 7. miejsce na 19 klubów[15],
- w 1930 – 9. miejsce na 22 kluby[16],
- w 1931 –  2. miejsce na 27 klubów[17],
- w 1932 –  1. miejsce na 27 klubów (ex aequo z KW 04[18],
- w 1933 –  1. miejsce na 42 kluby[19],
- w 1934 –  2. miejsce na 41 klubów[20],
- w 1935 –  2. miejsce na 46 klubów[21],
- w 1936 –  1. miejsce na 42 kluby[22],
- w 1937 –  3. miejsce na 41 klubów[23],
- w 1938 – 5. miejsce na 44 kluby[24],
- w 1939 – 16. miejsce na 36 klubów[25].

Warto zauważyć, iż wiele klubów w rywalizacji tej nie uczestniczyło lub nie zdołało w danym roku zdobyć punktów.

### Osiągnięcia powojenne
Największymi sukcesami wioślarzy WTW po II wojnie światowej był udział 6 zawodników w 4 różnych igrzyskach olimpijskich (na przestrzeni lat 1996–2016). Niezależnie od tego, liczni zawodnicy klubu reprezentowali Polskę w mistrzostwach świata i Europy w różnych kategoriach wiekowych, niejednokrotnie zdobywając w nich medale. Najpoważniejszymi sukcesami były medal na Igrzyskach Olimpijskich w 2016 oraz kilka medali w konkurencjach olimpijskich na mistrzostwach świata. Od połowy lat 90. XX wieku, wioślarska sekcja WTW Warszawa jest jednym z najlepszych klubów wioślarskich w Polsce. Według punktacji Polskiego Związku Towarzystw Wioślarskich, klub w ostatnich latach zajął następujące miejsca w klasyfikacji drużynowej:
- w roku 1997 – 4. miejsce na 35 sklasyfikowanych klubów[26],
- w roku 1998 – 4. miejsce na 35 sklasyfikowanych klubów[27],
- w roku 1999 – 5. miejsce na 32 sklasyfikowane kluby[28],
- w roku 2000 – 6. miejsce na 33 sklasyfikowane kluby[28],
- w roku 2001 – 5. miejsce na 33 sklasyfikowane kluby[28],
- w roku 2002 – 6. miejsce na 33 sklasyfikowane kluby[28],
- w roku 2003 – 5. miejsce na 34 sklasyfikowane kluby[28],
- w roku 2004 – 4. miejsce na 34 sklasyfikowane kluby[28],
- w roku 2005 –  3. miejsce na 36 sklasyfikowanych klubów[28],
- w roku 2006 –  2. miejsce na 34 sklasyfikowane kluby[28],
- w roku 2007 –  3. miejsce na 35 sklasyfikowanych klubów[28],
- w roku 2008 –  3. miejsce na 37 sklasyfikowanych klubów[28],
- w roku 2009 –  2. miejsce na 38 sklasyfikowanych klubów[28],
- w roku 2010 –  2. miejsce na 37 sklasyfikowanych klubów[28],
- w roku 2011 –  2. miejsce na 35 sklasyfikowanych klubów[28],
- w roku 2012 –  2. miejsce na 35 sklasyfikowanych klubów[28],
- w roku 2013 –  3. miejsce na 38 sklasyfikowanych klubów[28],
- w roku 2014 – 5. miejsce na 36 sklasyfikowanych klubów[29],
- w roku 2015 – 6. miejsce na 38 sklasyfikowanych klubów[30],
- w roku 2016 – 9. miejsce na 37 sklasyfikowanych klubów[31],
- w roku 2017 – 8. miejsce na 35 sklasyfikowanych klubów[32],
- w roku 2018 – 12. miejsce na 33 sklasyfikowane kluby[33].

## Sekcja żeglarska
Żeglarstwo uprawiane było w Wioślarskim Towarzystwie Wioślarskim niemal od początku istnienia klubu. Pierwszą większą jednostką żaglową był kupiony w 1890 roku kuter „Boruta”. Działalność ta przez długi czas prowadzona była w formie turystycznej i rekreacyjnej. Powstanie w 1924 roku Polskiego Związku Żeglarskiego dało impuls do stworzenia w towarzystwie sportowego Koła Żeglarskiego WTW, które w 1927 przystąpiło do PZŻ. W latach 30. zawodnicy sekcji stanowili czołówkę żeglarstwa śródlądowego w Polsce.
Po II wojnie światowej sekcja żeglarska początkowo działała bez sukcesów. Zmieniło się to, na krótko, wraz z przejęciem w 1966 roku sekcji żeglarskiej klubu „Warszawianka”, dysponującego dobrym sprzętem i sztabem szkoleniowym. Od połowy lat 70. w sekcji żeglarskiej WTW zaczęła jednak dominować działalność rekreacyjna, choć rozwój przeżywało żeglarstwo lodowe.
Sekcja istnieje do dziś. W roku 2014 Jędrzej Wissuwa zdobył dla WTW pierwszy w historii klubu tytuł Mistrza Polski w bojerach – w kategorii juniorów.

## Sekcja kajakarska
Innym sportem uprawianym w klubie niemal od początku działalności, było kajakarstwo. Organizowane przez WTW zawody kajaków od 1882 stały się częścią regat wioślarskich. W roku 1908 WTW zorganizowało pierwsze na terenie obecnej Polski samodzielne regaty kajakowe. Pomimo tego, przed II wojną światową kajaki traktowane były wyłącznie jako sprzęt turystyczny, a sekcja kajakowa była integralną częścią Koła Turystycznego WTW. W okresie tym spływy kajakowe bywały niekiedy poważnymi podróżami – w 1934 dwie załogi kajakarskie WTW zdołały spłynąć do Morza Czarnego.
Po II wojnie światowej działalność kajakarska w Warszawskim Towarzystwie Wioślarskim zanikła. Zmieniło się to w roku 1991, kiedy WTW przejęło od Skry Warszawa wyczynową sekcję kajakarską. Działa ona do dziś z licznymi sukcesami na polu rywalizacji lokalnej, a nawet krajowej. W 2004 kajakarz WTW, Daniel Walerczuk, został brązowym medalistą mistrzostw świata juniorów w kajakarstwie klasycznym. W tamtym okresie w klubie działała też kobieca sekcja kajak polo, której zawodniczki były mistrzyniami Polski z roku 1998.

## Inne sporty w WTW
Od samego początku działalności, Warszawskie Towarzystwo Wioślarskie propagowało też inne dyscypliny sportowe, które nie przetrwały w klubie do współczesnych czasów. Były to, między innymi:
- pływanie – od samego początku WTW trening pływania miał bardzo ważne znaczenie – bez umiejętności pływania, nie można było znaleźć się na klubowej łodzi. Początkowo w towarzystwie prowadzono jedynie lekcje pływania, od początku XX wieku rozpoczęto jednak organizację wyścigów pływackich. W 1922 Koło Pływackie WTW stało się członkiem Polskiego Związku Pływackiego, sekcja ta miała wtedy charakter wyczynowy.
- gimnastyka – Koło Gimnastyczne WTW było w XIX wieku najliczniejsze w klubie, po wioślarzach. Zaniechało działalności tuż po II wojnie światowej.
- szermierka – uprawiana od 1882, posiadająca od 1902 własne Koło Szermiercze.
- narciarstwo – uprawiane w klubie od początku XX wieku. Rozkwit Koła Narciarskiego WTW przypada na lata 20. minionego wieku, a członkowie WTW przyczynili się do budowy tatrzańskich schronisk na Hali Gąsienicowej i w Dolinie Chochołowskiej.
- sport motorowodny – Koło Motorowodne WTW prowadziło działalność turystyczną. Istniało od 1927 do 1939, a potem wznawiano jeszcze jego działalność w 1947 (na krótko) i w 1967 (co najmniej do 1978)[4][8].

## Najwybitniejsi zawodnicy

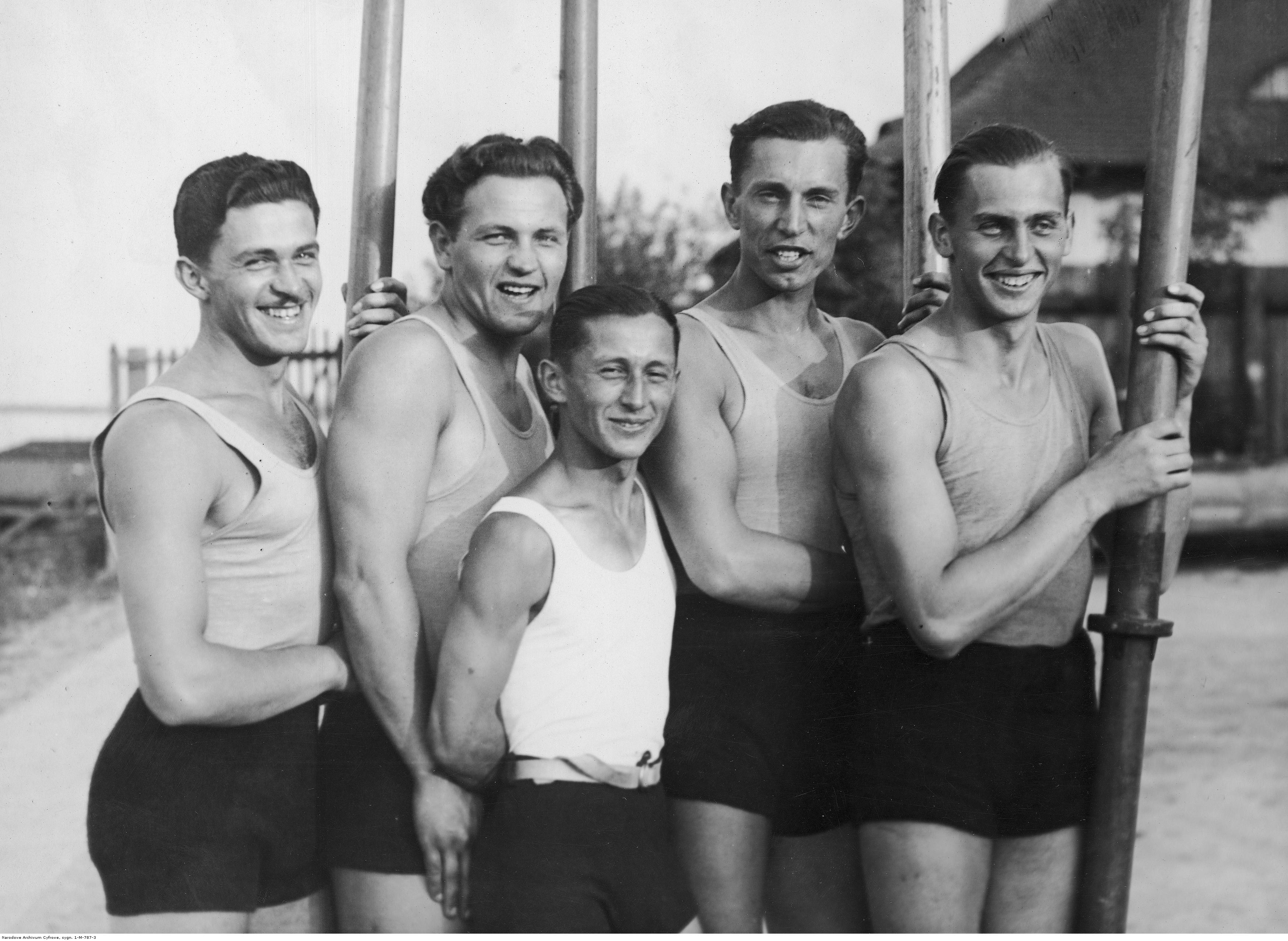
E. Kobylański, S. Urban, J. Skolimowski, J. Ślązak, J. Braun

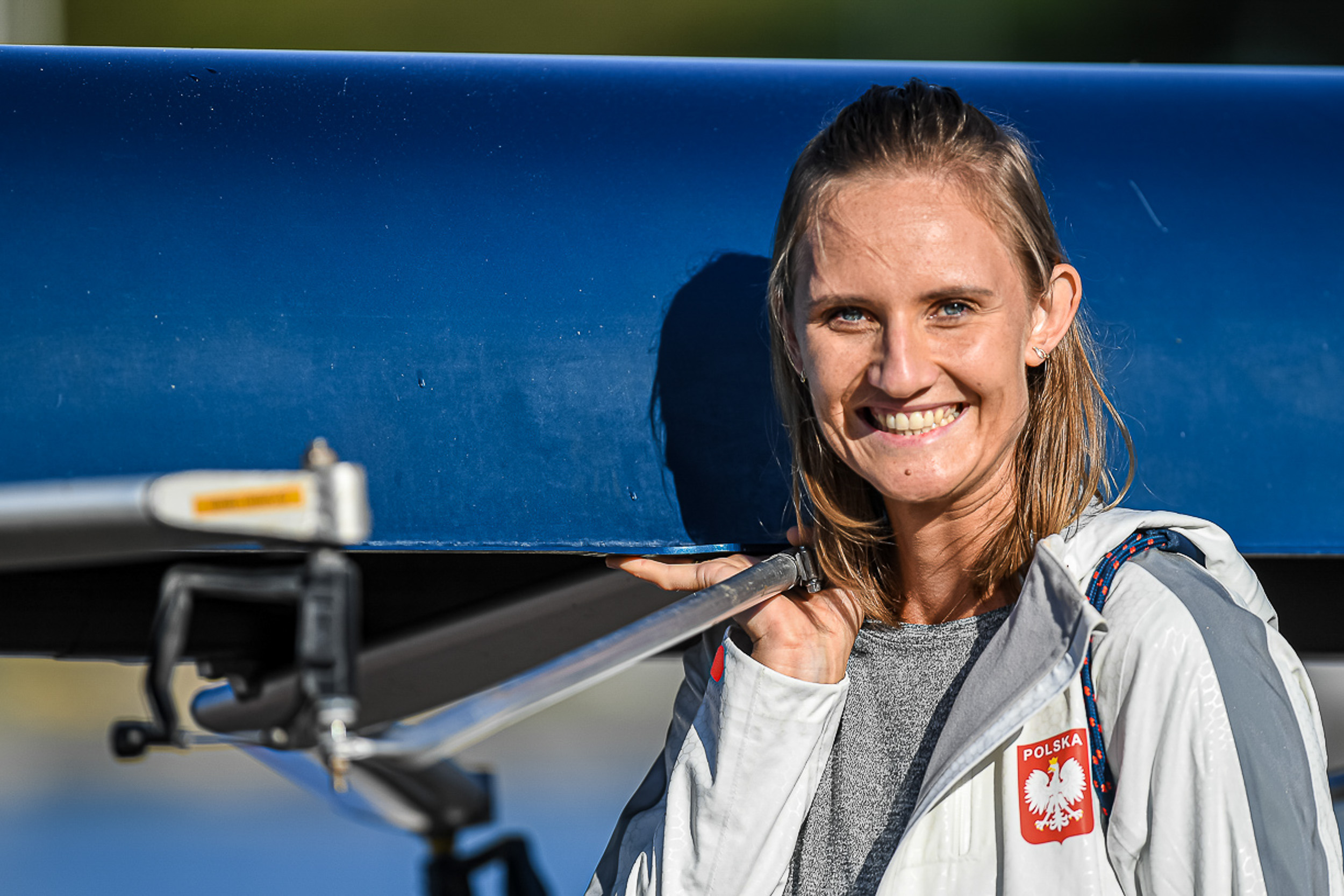
Joanna Hentka (Leszczyńska)

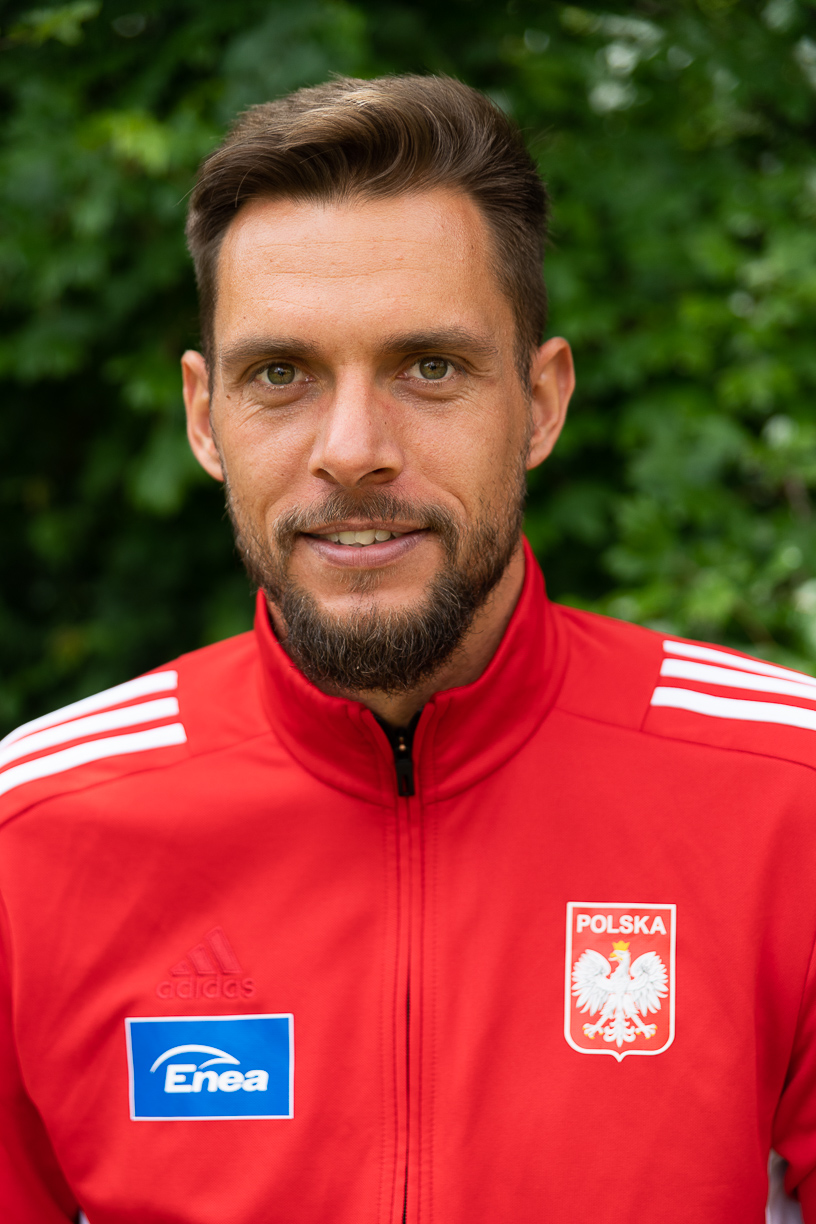
Marcin Brzeziński

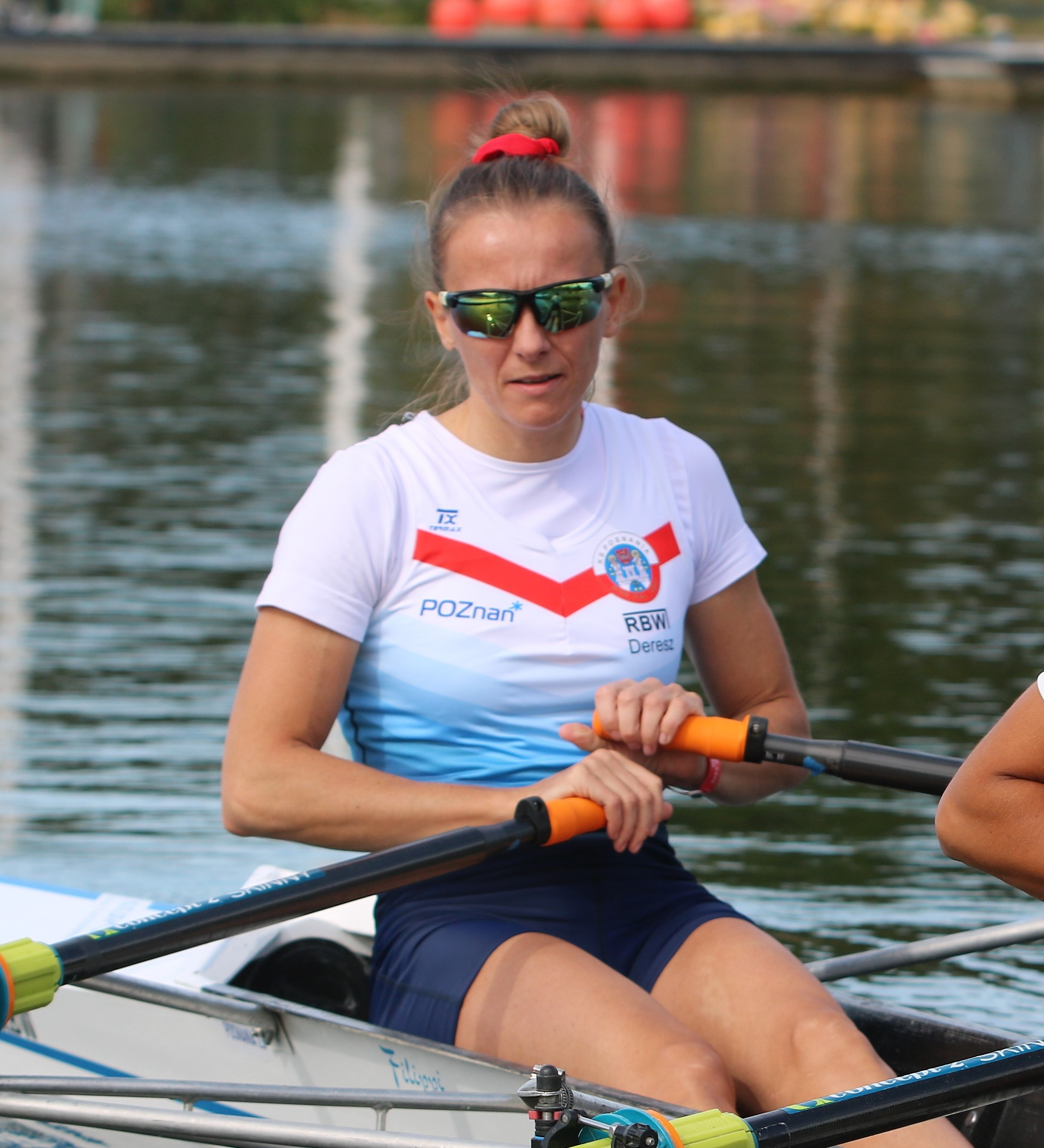
Weronika Deresz - już w barwach Posnanii

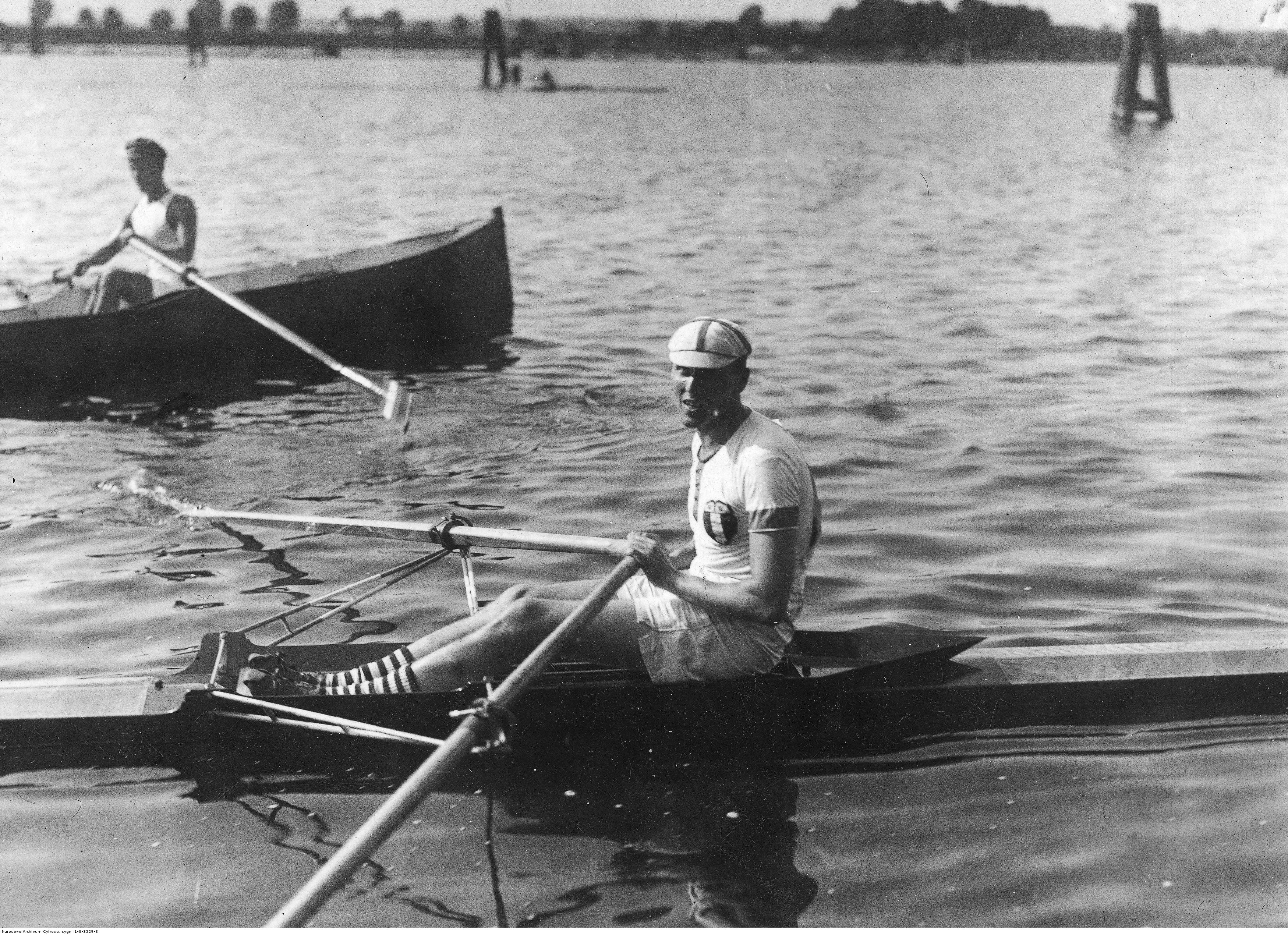
A. Osiecimski-Czapski

Najwybitniejszymi zawodnikami w historii Warszawskiego Towarzystwa Wioślarskiego byli:
Jerzy Braun – dwukrotny medalista olimpijski, medalista mistrzostw Europy. Jego osiągnięcia:
- 1932 –  Igrzyska Olimpijskie w Los Angeles – dwójka ze sternikiem  srebrny medal oraz czwórka ze sternikiem  brązowy medal,
- 1936 –  Igrzyska Olimpijskie w Berlinie – dwójka ze sternikiem – odpadł w repasażu,
- 1933 – Mistrzostwa Europy w Budapeszcie – dwójka ze sternikiem –  srebrny medal,
- trzynastokrotny Mistrz Polski (najwięcej tytułów spośród wioślarzy dwudziestolecia międzywojennego).

Janusz Ślązak – dwukrotny medalista olimpijski, medalista mistrzostw Europy. Odniósł następujące sukcesy:
- 1932 –  Igrzyska Olimpijskie w Los Angeles – dwójka ze sternikiem  srebrny medal oraz czwórka ze sternikiem  brązowy medal,
- 1936 –  Igrzyska Olimpijskie w Berlinie – dwójka ze sternikiem – odpadł w repasażu,
- 1933 – Mistrzostwa Europy w Budapeszcie – dwójka ze sternikiem –  srebrny medal,
- wielokrotny Mistrz Polski.

Joanna Hentka – medalistka olimpijska, wielokrotna medalistka mistrzostw świata i Europy. Jej osiągnięcia:
- 2016 –  Igrzyska Olimpijskie w Rio de Janeiro – czwórka podwójna –  brązowy medal,
- 2012 –  Igrzyska Olimpijskie w Londynie – czwórka podwójna – VIII miejsce,
- 2013 – Mistrzostwa Świata Seniorów, Chungju – czwórka podwójna –  brązowy medal,
- 2016 – Mistrzostwa Europy Seniorów, Brandenburg – czwórka podwójna –  srebrny medal,
- 2012 – Mistrzostwa Europy Seniorów, Varese – czwórka podwójna –  srebrny medal,
- 2015 – Mistrzostwa Europy Seniorów, Poznań – czwórka podwójna –  brązowy medal,
- 2008 – Młodzieżowe Mistrzostwa Świata, Brandenburg – ósemka –  srebrny medal,
- 2009 – Młodzieżowe Mistrzostwa Świata, Račice – ósemka –  brązowy medal,
- ponad 20 tytułów Mistrzyni Polski.

Jerzy Walerian Skolimowski – sternik, dwukrotny medalista olimpijski, medalista mistrzostw Europy. Jego sukcesy:
- 1932 –  Igrzyska Olimpijskie w Los Angeles – dwójka ze sternikiem  srebrny medal oraz czwórka ze sternikiem  brązowy medal,
- 1928 –  Igrzyska Olimpijskie w Amsterdamie – ósemka – IV miejsce,
- 1936 –  Igrzyska Olimpijskie w Berlinie – dwójka ze sternikiem – odpadł w repasażu,
- 1933 – Mistrzostwa Europy w Budapeszcie – dwójka ze sternikiem –  srebrny medal,
- trzykrotny Mistrz Polski.

Marcin Brzeziński – mistrz świata, wielokrotny medalista mistrzostw Europy, trzykrotny olimpijczyk. Jego największe sukcesy to:
- 2019 – Mistrzostwa Świata Seniorów, Ottensheim – czwórka bez sternika –  złoty medal,
- 2008 –  Igrzyska Olimpijskie w Pekinie – ósemka – V miejsce,
- 2016 –  Igrzyska Olimpijskie w Rio de Janeiro – czwórka podwójna – ósemka – V miejsce,
- 2012 –  Igrzyska Olimpijskie w Londynie – ósemka – VII miejsce,
- 2014 – Mistrzostwa Świata Seniorów, Amsterdam – ósemka –  brązowy medal,
- 2009 – Mistrzostwa Europy Seniorów, Brześć – ósemka –  złoty medal,
- 2011 – Mistrzostwa Europy Seniorów, Płowdiw – ósemka –  złoty medal,
- 2012 – Mistrzostwa Europy Seniorów, Varese – ósemka –  złoty medal,
- 2010 – Mistrzostwa Europy Seniorów, Montemor-o-Velho – ósemka –  srebrny medal,
- 2013 – Mistrzostwa Europy Seniorów, Sewilla – ósemka –  srebrny medal,
- 2017 – Mistrzostwa Europy Seniorów, Račice – ósemka –  srebrny medal,
- 2019 – Mistrzostwa Europy Seniorów, Lucerna – czwórka bez sternika –  srebrny medal,
- 2008 – Mistrzostwa Europy Seniorów, Ateny – ósemka –  brązowy medal,
- wielokrotny Mistrz Polski.

Edward Kobyliński – medalista olimpijski, wieloletni trener WTW. Jego największe osiągnięcia:
- 1932 –  Igrzyska Olimpijskie w Los Angeles – czwórka ze sternikiem –  brązowy medal,
- 1936 –  Igrzyska Olimpijskie w Berlinie – dwójka bez sternika – VI miejsce,
- 1935 – Mistrzostwa Europy w Grunau – czwórka bez sternika – V miejsce,
- dwunastokrotny Mistrz Polski.

Stanisław Urban – medalista olimpijski, który osiągnął następujące wyniki:
- 1932 –  Igrzyska Olimpijskie w Los Angeles – czwórka ze sternikiem –  brązowy medal,
- 1936 –  Igrzyska Olimpijskie w Berlinie – dwójka bez sternika – VI miejsce,
- Mistrz Polski.

Weronika Deresz – mistrzyni świata i Europy, olimpijka. Jej największe sukcesy w barwach WTW (tj. do 2019):
- 2016 –  Igrzyska Olimpijskie w Rio de Janeiro – dwójka podwójna wagi lekkiej – VII miejsce,
- 2012 – Mistrzostwa Świata Seniorów, Płowdiw – czwórka podwójna wagi lekkiej –  złoty medal,
- 2008 – Mistrzostwa Świata Seniorów, Ottensheim – czwórka podwójna wagi lekkiej–  srebrny medal,
- 2017 – Mistrzostwa Europy Seniorów, Račice – dwójka podwójna wagi lekkiej –  złoty medal,
- 2018 – Mistrzostwa Europy Seniorów, Glasgow – dwójka podwójna wagi lekkiej –  srebrny medal,
- 2008 – Mistrzostwa Europy Seniorów, Ateny – dwójka podwójna wagi lekkiej –  srebrny medal,
- wielokrotna Mistrzyni Polski.

Sylwia Kocerka – medalistka mistrzostw świata i Europy, olimpijka. Do jej najlepszych wyników należą:
- 2012 –  Igrzyska Olimpijskie w Londynie – czwórka podwójna – VIII miejsce,
- 2013 – Mistrzostwa Świata Seniorów, Chungju – czwórka podwójna –  brązowy medal,
- 2012 – Mistrzostwa Europy Seniorów, Varese – czwórka podwójna –  srebrny medal,
- liczne tytuły Mistrzyni Polski.

Kamila Soćko-Włodek – medalistka mistrzostw Europy, olimpijka. Jej najlepsze wyniki:
- 2012 –  Igrzyska Olimpijskie w Londynie – czwórka podwójna – VIII miejsce,
- 2012 – Mistrzostwa Europy Seniorów, Varese – czwórka podwójna –  srebrny medal,
- szesnastokrotna Mistrzyni Polski.

Andrzej Osiecimski-Czapski – skifista, olimpijczyk z 1924 i medalista mistrzostw Europy. Jego największe sukcesy:
- 1924 –  Igrzyska Olimpijskie w Paryżu – jedynka – odpadł w przedbiegu,
- 1925 – Mistrzostwa Europy w Pradze – jedynka –  brązowy medal (pierwszy polski medal na imprezie wioślarskiej tej rangi),
- trzykrotny Mistrz Polski na jedynce.

Grzegorz Wdowiak – olimpijczyk. Jego wyniki:
- 1996 –  Igrzyska Olimpijskie w Atlancie – dwójka podwójna wagi lekkiej – VII miejsce,
- 1993 – Mistrzostwa Świata Seniorów, Račice – dwójka podwójna wagi lekkiej – VI miejsce,
- 1995 – Mistrzostwa Świata Seniorów, Tampere – dwójka podwójna wagi lekkiej – V miejsce,
- wielokrotny Mistrz Polski.

## Obiekty

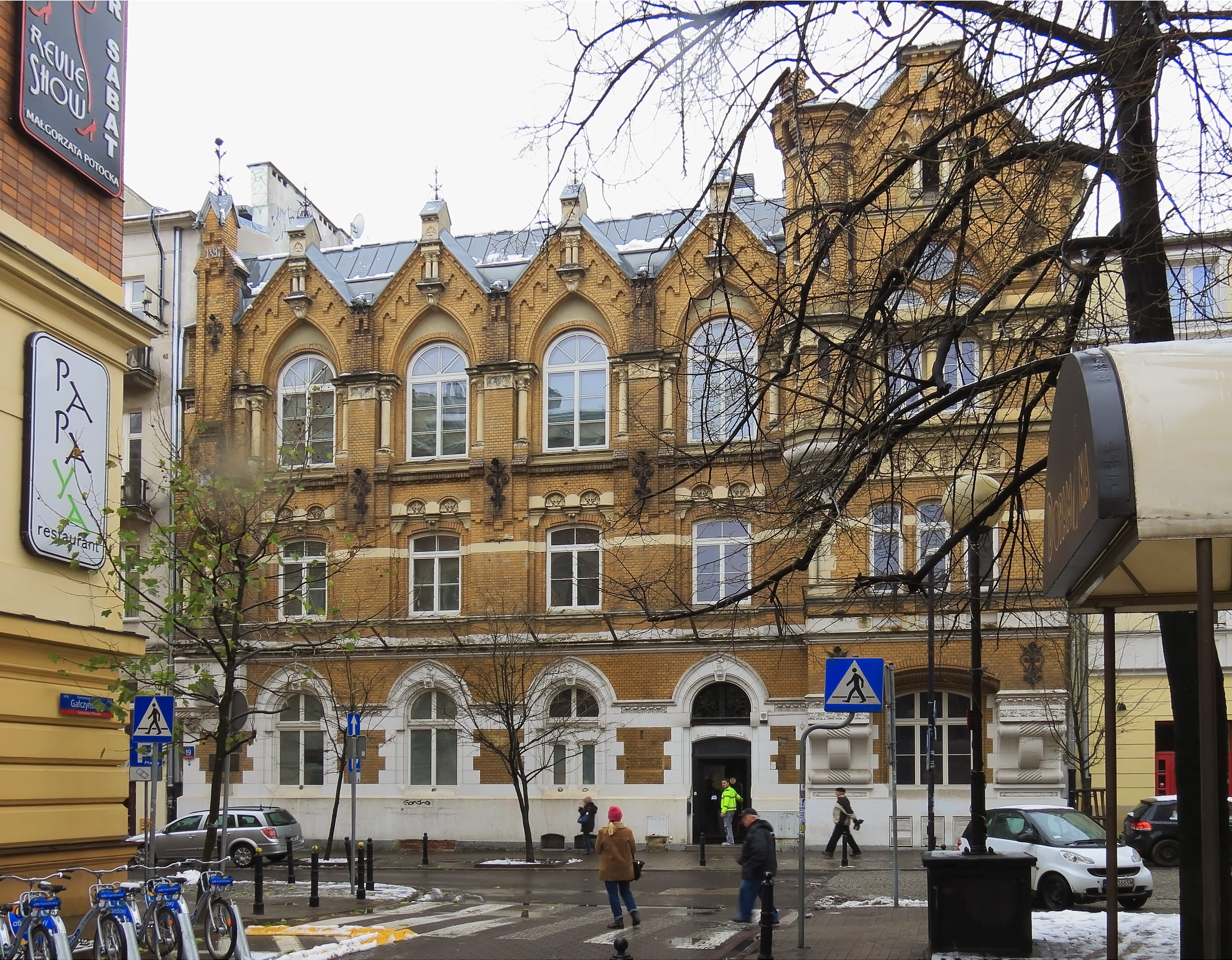
Budynek przy ul. Foksal 19

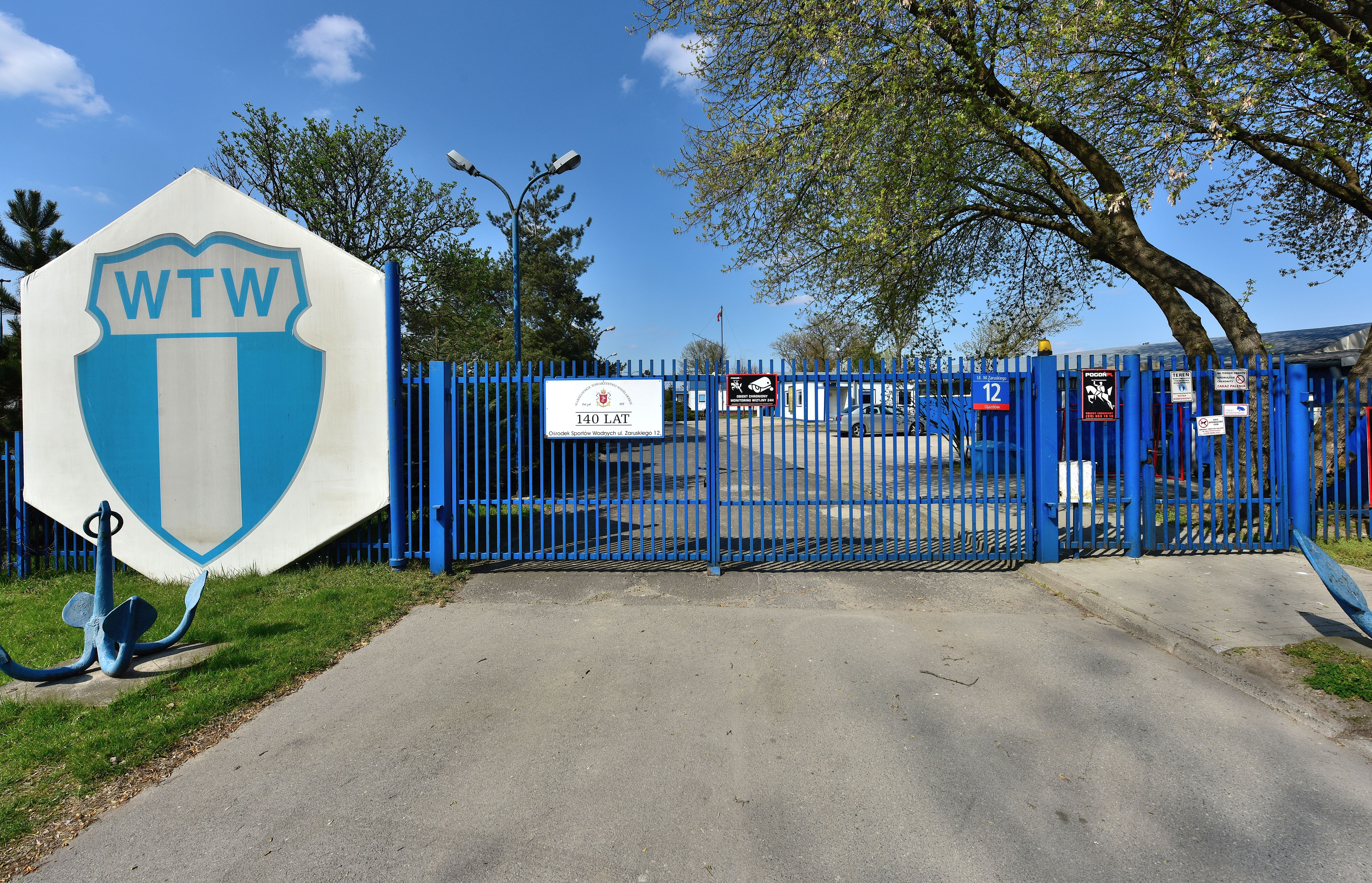
Siedziba WTW na Cyplu Czerniakowskim przy ul. Zaruskiego 12

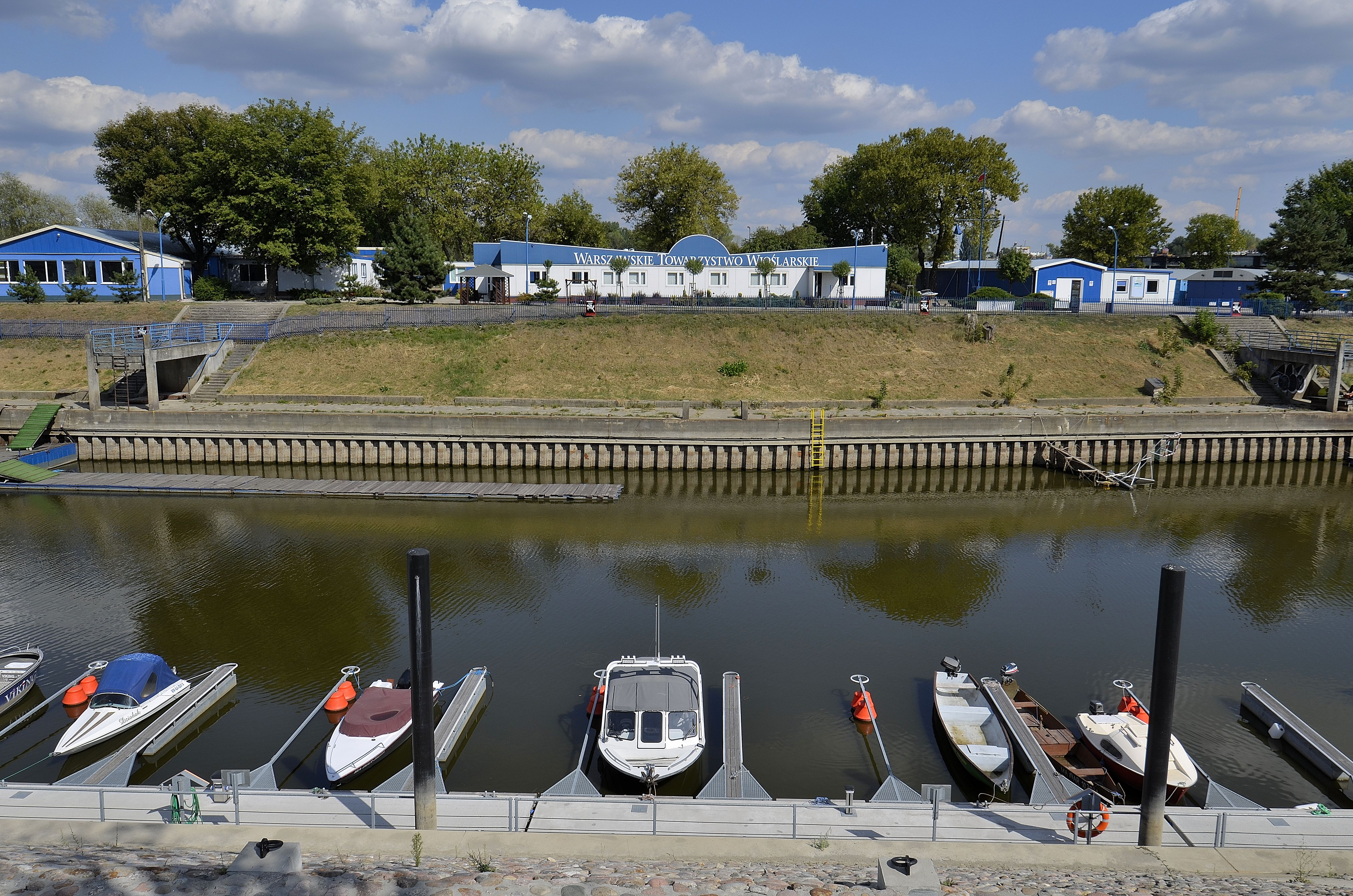
Obiekty Warszawskiego Towarzystwa Wioślarskiego na Cyplu Czerniakowskim, widok od strony ulicy Solec

### Foksal 19
W latach 1895–1897 przy ul. Foksal 19 zbudowano na działce przekazanej przez hrabiego Branickiego budynek według projektu Bronisława Brochwicz-Rogoyskiego. Na frontonie umieszczono rzeźbę „Alegoria Wisły” Hipolita Marczewskiego. Służył on uprawianiu szermierki i gimnastyki w dwóch salach gimnastycznych. W budynku znajdowały się również restauracja i sale zebrań. Na II piętrze mieściła się sala balowa z malowidłem „Syrena na tle Starego Miasta” Henryka Siemiradzkiego. Budynek, który jest własnością towarzystwa, jest wynajmowany innym podmiotom.

### Przystań Wioślarska
W 1929 roku przy ul. Wioślarskiej 6 oddano do użytku najnowocześniejszą wówczas w Europie przystań wioślarską. W podziemiach znajdował się hangar na łodzie. Na parterze mieściły się szatnie z natryskami oraz taras z widokiem na Wisłę. Na terenie przystani znajdowały się również warsztaty szkutnicze i mieszkania dla personelu.
W 2017 roku w miejscu dawnej przystani oddano do użytku nowy siedmiokondygnacyjny obiekt sportowy. Na najniższej kondygnacji znajdują się garaże i hangary na łodzie, wyżej basen wioślarski z widokiem na Wisłę, siłownia, ergometrownia, pomieszczenia odnowy biologicznej, biura oraz sale konferencyjne.

### Przystań Zaruskiego
Przystań na Cyplu Czerniakowskim jest miejscem szkolenia młodzieży wioślarskiej i kajakarskiej.

### Przystań Marina Zegrze
Port zlokalizowany przy ul. Warszawskiej 1 w Zegrzu nad Zalewem Zegrzyńskim w pobliżu Warszawy. Działa tu Sekcja Żeglarska Regatowa WTW.